# Kövesgyűrpuszta

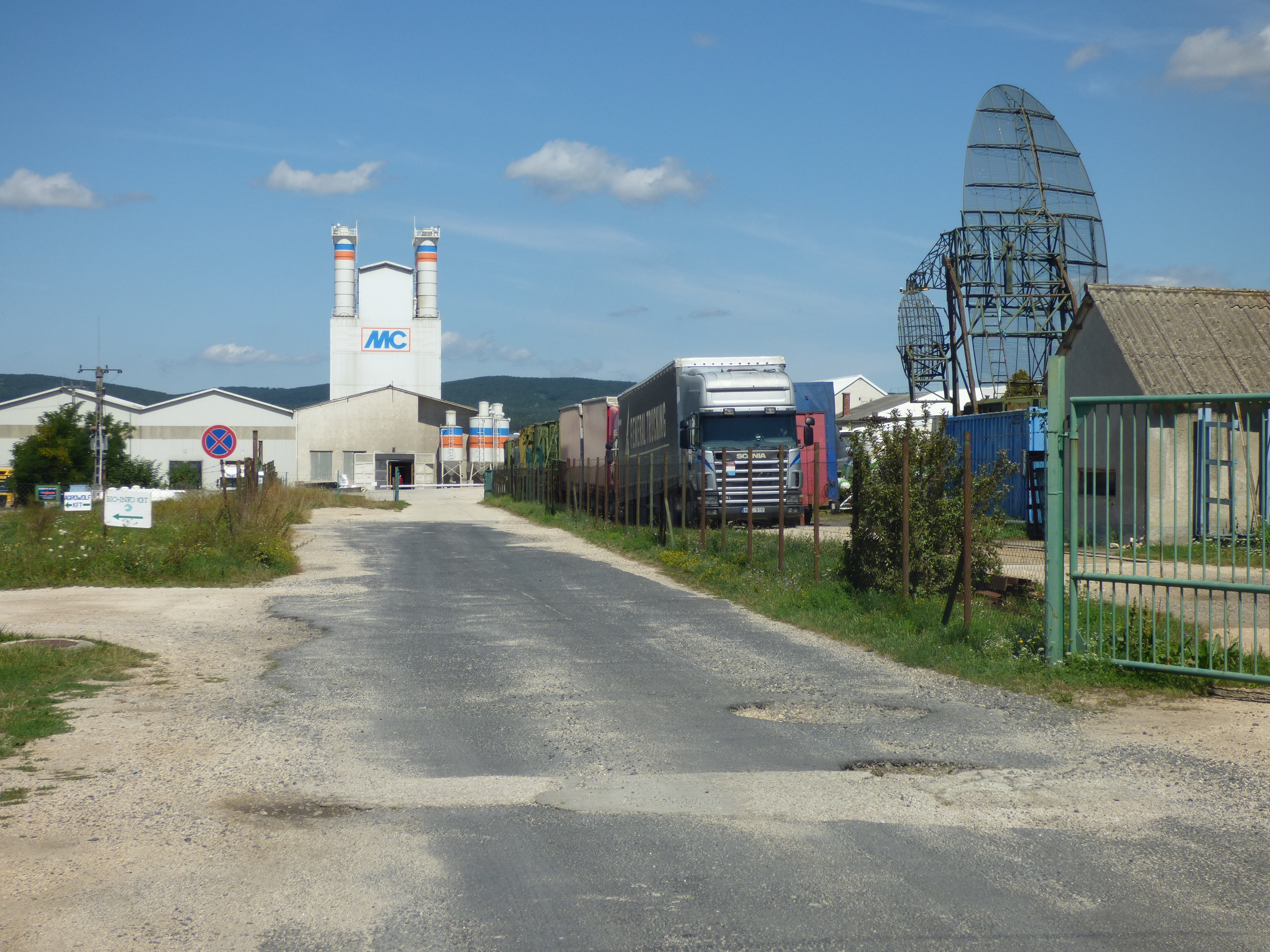
Kövesgyűr központja

Kövesgyűrpuszta Tótvázsony község egyik, különálló településrésze, a központtól néhány kilométerre északkeletre.

## Fekvése
Tótvázsony központjától 4 kilométerre található, közúti megközelítését a 77-es főútból, annak 9+600-as kilométerszelvényénél észak felé kiágazó, alig 600 méteres hosszúságú 73 109-es út biztosítja.

## Története
Kövesgyűrpuszta és környéke már a római korban is lakott hely volt, melyet az itt feltárt leletek is bizonyítanak. Az egykori római település temetőjének maradványai a Veszprém-Tapolca közti műút községbe vezető szakasza melletti murvabánya területén 1894-1895-ben kerültek napvilágra. A murvabányában sírokat találtak, melyekből egy ezüstgyűrű, egy cserép- és egy üvegedény, valamint Kr. u. 4. századi pénzérmék kerültek a munkások kezébe.
Kövesgyűrpuszta ma Tótvázsony község településrésze. Nevét először egy 16. századból fennmaradt török adatban említették először, mint üres, kihalt helyet. 1875-ben Freystädtler Antal vásárolta meg, aki előbb 5 ezer holdas tótvázsonyi birtokán gazdálkodott, de ezután a birtokainak központját ide telepítette: szeszgyárat és jelentős tehenészetet alakított ki. Halála után a birtokot négy gyermeke közül Jenő nevű fia örökölte, aki azonban az örökségét rövid időn belül eltékozolta. Vagyonát lóistállóra, lótartásra, lóversenyre költve. 30 évi tékozlás után a birtok a felvett hitelek miatt banki tulajdonba került. 
A településrésznek ma 46 lakásban 104 lakosa van.

## Képgaléria

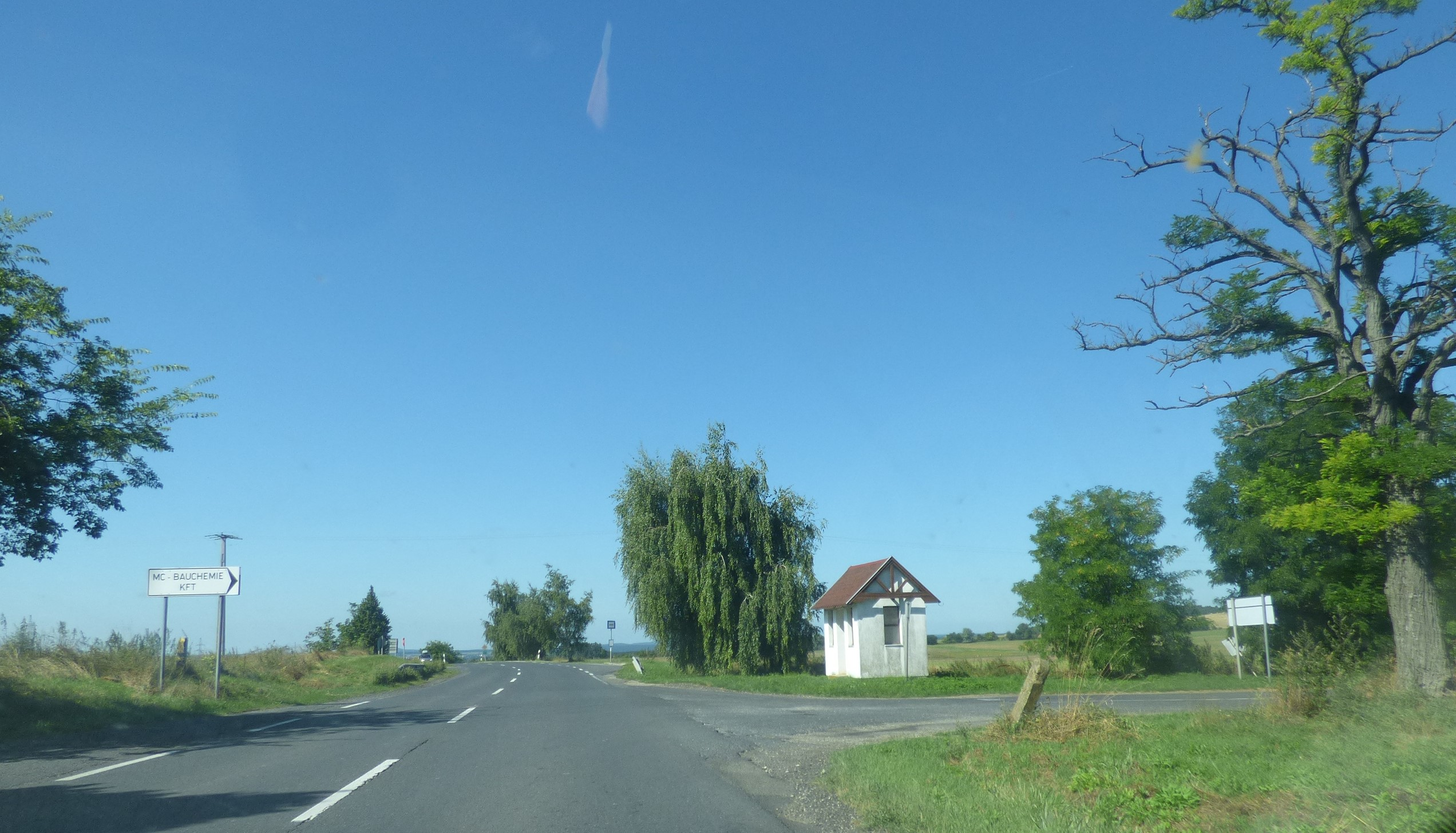
A 77-es főút kövesgyűri elágazása
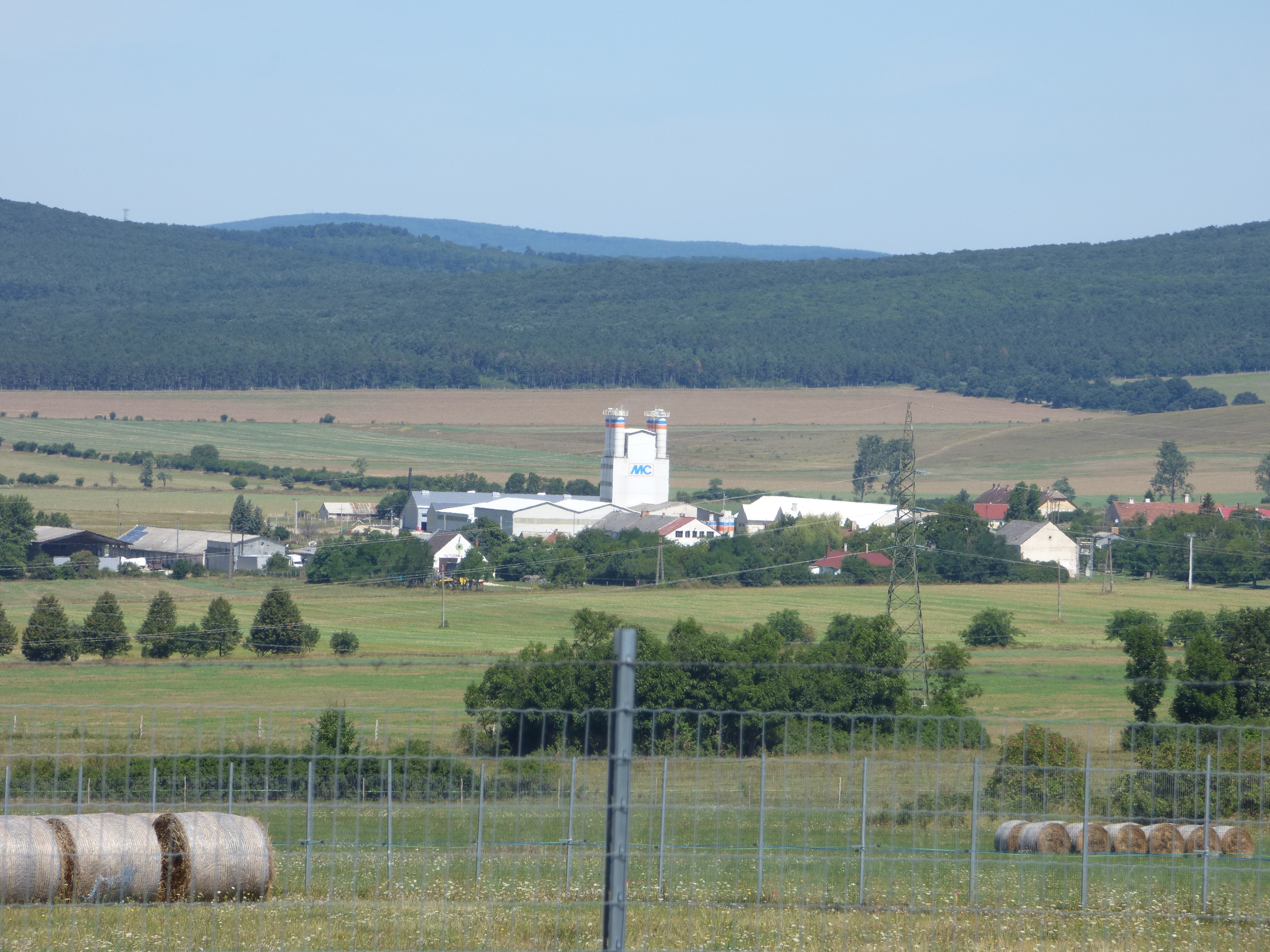
Kövesgyűr látképe Hidegkút felől
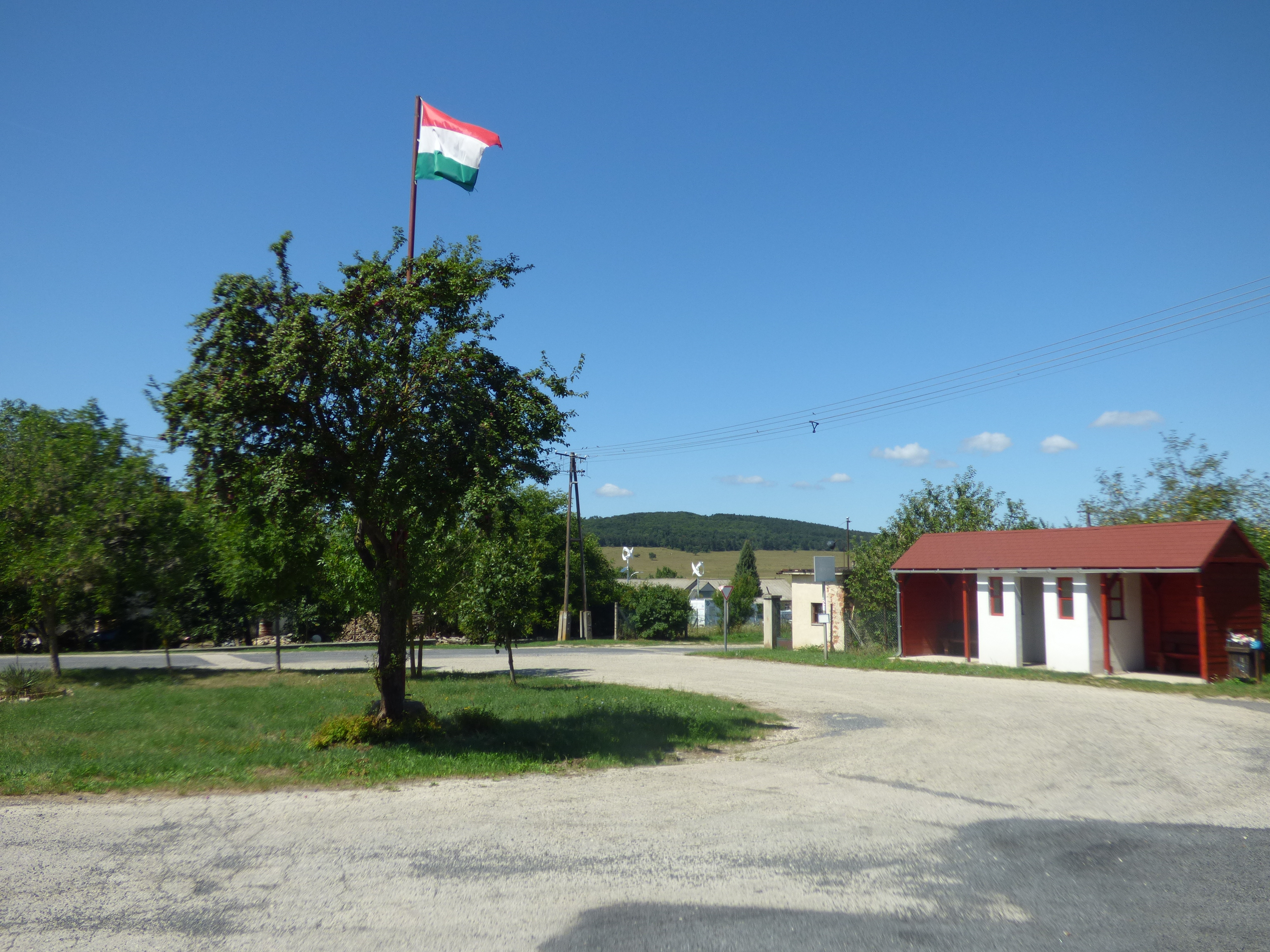
Kövesgyűr, buszforduló